# Schwäbisch Hall (huyện)
Schwäbisch Hall là một huyện (Landkreis) ở đông bắc bang Baden-Württemberg, Đức. Đô thị này có diện tích km², dân số thời điểm 31 tháng 12 năm 2006 là người. Các huyện giáp ranh (từ phía bắc theo chiều kim đồng hồ): Main-Tauber, the Bavarian district Ansbach, Ostalbkreis, Rems-Murr và Hohenlohe.

## Lịch sử
Huyện này có lịch sử từ Oberamt Schwäbisch Hall, một đơn vị được lập năm 1803, khi thành phố Schwäbisch Hall trở thành lãnh thổ của Württemberg. Sau nhiều thay đổi nhỏ, đơn vị này đã được chuyển thành huyện vào năm 1938. Vào năm 1973 đơn vị này đã được sáp nhập vào huyện Crailsheim và khu vực xung quanh Gaildorf, lúc đó thuộc huyện bị giải thể Backnang.

## Địa lý
Hai sông Jagst và Kocher, chi lưu của Neckar, chảy qua huyện. Cảnh quan ở huyện này có đồng bằng Hohenlohe (Hohenloher Ebene), các đồi rừng Swabia-Franconia (Schwäbisch-Fränkischen Waldberge) và Frankenhöhe.

## Kết nghĩa
Huyện này có đối tác là huyện Delitzsch ở bang tự do Sachsen và đô thị Zamość của Ba Lan.

## Huy hiệu
| Coat of arms | Huy hiệu của huyện có đồng xu ở trên (thành phố Schwäbisch Hall đã từng là một đô thị đúc tiền quan trọng). Bên dưới là hai móc lấy từ huy hiệu của huyện Crailsheim cũng như từ thành phố Gaildorf. Khu vực trắng đen lấy từ huy hiệu của triều đại Hohenzollern, một triều đại đã cai trị khu vực này trong lịch sử. |

## Xã và thị trấn
| Thị trấn | Xã | |
| --- | --- | --- |
| 1. Crailsheim 2. Gaildorf 3. Gerabronn 4. Ilshofen 5. Kirchberg an der Jagst 6. Langenburg 7. Schrozberg 8. Schwäbisch Hall 9. Vellberg | 1. Blaufelden 2. Braunsbach 3. Bühlertann 4. Bühlerzell 5. Fichtenau 6. Fichtenberg 7. Frankenhardt 8. Kreßberg 9. Mainhardt 10. Michelbach an der Bilz 11. Michelfeld | 1. Oberrot 2. Obersontheim 3. Rosengarten 4. Rot am See 5. Satteldorf 6. Stimpfach 7. Sulzbach-Laufen 8. Untermünkheim 9. Wallhausen 10. Wolpertshausen |